# Strzyżyk nadrzeczny
Strzyżyk nadrzeczny (Cistothorus platensis) – gatunek małego ptaka z rodziny strzyżyków (Troglodytidae). Występuje w Meksyku, Ameryce Centralnej i Południowej. Nie jest zagrożony.

## Systematyka
Systematyka tego gatunku jest bardzo skomplikowana. Tradycyjnie wyróżnia się kilkanaście podgatunków C. platensis. Robbins i Nyári w 2014 roku zasugerowali, iż gatunek ten powinien zostać podzielony na minimum 9 gatunków. Na razie jednak do osobnego, monotypowego gatunku wydzielono jedynie strzyżyka turzycowego (Cistothorus stellaris), zamieszkującego południowo-środkową i południowo-wschodnią Kanadę oraz północno-wschodnie USA.
- Cistothorus platensis tinnulus – zachodni Meksyk.
- Cistothorus platensis potosinus – San Luis Potosí (środkowy Meksyk).
- Cistothorus platensis jalapensis – środkowe Veracruz (wschodni Meksyk).
- Cistothorus platensis warneri – niziny Veracruz, Tabasco i Chiapas (południowo-wschodni Meksyk).
- Cistothorus platensis russelli – Belize.
- strzyżyk rdzawoszyi (Cistothorus platensis elegans) – południowy Meksyk i Gwatemala.
- Cistothorus platensis graberi – południowo-wschodni Honduras i północno-wschodnia Nikaragua.
- Cistothorus platensis lucidus – Kostaryka i zachodnia Panama.
- strzyżyk krótkoskrzydły (Cistothorus platensis alticola) – północna Kolumbia przez Wenezuelę do zachodniej Gujany.
- strzyżyk łąkowy (Cistothorus platensis aequatorialis) – zachodnio-środkowa Kolumbia do środkowego Peru.
- strzyżyk inkaski (Cistothorus platensis graminicola) – południowo-środkowe Peru.
- strzyżyk punański (Cistothorus platensis minimus) – południowe Peru do południowej Boliwii.
- Cistothorus platensis polyglottus – południowo-wschodnia Brazylia, Paragwaj i północno-wschodnia Argentyna.
- strzyżyk ubogi (Cistothorus platensis tucumanus) – południowa Boliwia i północno-zachodnia Argentyna.
- strzyżyk nadrzeczny (Cistothorus platensis platensis) – środkowa i wschodnia Argentyna.
- strzyżyk pasiasty (Cistothorus platensis hornensis) – środkowe i południowe Chile, południowa Argentyna.
- Cistothorus platensis falklandicus – Falklandy.

## Morfologia
Długość ciała 10–12 cm. Czoło ciemnobrązowe, delikatne rdzawe kreski. Brak białego paska ocznego jak u strzyżyka błotnego, a białe kreski na grzbiecie mniej wyraźne. Boki pomarańczowopłowe, pokrywy podogonowe płowe; spód ciała biały. Obie płci są podobne.

## Środowisko
Występuje w zróżnicowanych środowiskach, m.in. w niskich zaroślach na wilgotnych łąkach i obrzeżach mokradeł, na sawannach.

## Status
IUCN uznaje strzyżyka nadrzecznego za gatunek najmniejszej troski (LC – Least Concern). Liczebność populacji po taksonomicznym podziale gatunku nie została oszacowana. Trend liczebności populacji uznawany jest za wzrostowy.